# NGC 6347
NGC 6347 is een balkspiraalstelsel in het sterrenbeeld Hercules. Het hemelobject werd op 6 juli 1880 ontdekt door de Franse astronoom Édouard Jean-Marie Stephan.

## Synoniemen
- IC 1253
- IRAS 17176+1642
- UGC 10807
- ZWG 111.21
- MCG 3-44-4
- KARA 800
- PGC 60086